# Erdődhegy
Erdődhegy (románul Ardud-Vii) falu Romániában, Szatmár megyében. Közigazgatásilag Erdőd városához tartozik.

## Fekvése
Erdődtől 3,5 km-re keletre, Szatmárhegytől 2 km-re délnyugatra fekszik.

## Története
A település a Károlyi család birtokaihoz tartozott.
1910-ben 262 lakosa volt. A népességből ekkor 146 fő római katolikus, 77 református, 30 görögkatolikus, 9 izraelita volt.
A trianoni békeszerződésig Szatmár vármegye Erdődi járásához tartozott.
1992-ben 123 lakosa volt, melyből 61 fő római katolikus, 46 református, 8 görögkeleti ortodox, 7 görögkatolikus, 1 pedig izraelita volt.

## Nevezetességek
- Szent Donát tiszteletére emelt kápolna, mely már 1726-ban állt. A kápolnát még gróf Károlyi Sándor építtette.